# Little Turcotte River
Little Turcotte River är ett vattendrag i Kanada.   Det ligger i provinsen Ontario, i den sydöstra delen av landet, 500 km nordväst om huvudstaden Ottawa. Little Turcotte River ligger vid sjön Sigal Lake.
I omgivningarna runt Little Turcotte River växer i huvudsak blandskog. Trakten runt Little Turcotte River är nära nog obefolkad, med mindre än två invånare per kvadratkilometer.